# 딸기소라게
딸기소라게(Coenobita perlatus)는 소라게의 한 종류이다. 가장 흔히 알려진 소라게 중 하나이기도 하며, 딸기소라게는 몸이 빨간색이여서 딸기의 이름을 따 딸기소라게라고 이름이 붙었다고 한다.